# Retrato de Helena van der Schalcke
Retrato de Helena van der Schalcke es una pintura del pintor de género barroco holandés Gerard ter Borch.

## Presentación
La pintura muestra a Helena van der Schalcke cuando tenía unos dos años. Vivió desde 1646 hasta 1671. La niña lleva una cofia y un rico vestido, decorado con encajes y lazos. También luce un gran collar de oro y bolso de mimbre de dama. Se la representa como una pequeña adulta.
Helena van der Schalcke era hija del comerciante de telas Gerard van der Schalcke y su esposa Johanna Bardoel. Ellos también fueron retratados por Ter Borch. Helena sujeta un clavel rojo en la mano. Esta flor era común en los retratos de esa época, símbolo de la Resurrección y la esperanza de la vida eterna.
Helena lleva un vestido largo y amplio de seda blanca. Ter Borgh ha prestado mucha atención a la reproducción del tejido. Ha animado el blanco con toques de pintura desde el rosa suave al gris azulado.
En el siglo XVII era común que los niños más pequeños usaran vestidos, tanto niñas como niños. Las prendas infantiles en ese momento eran copias en pequeño de las de los adultos. Sin embargo, a menudo colgaban cintas largas en la espalda para sujetar al niño, las llamadas correas. Estas también se pueden ver en la espalda de Helena.
El interior en penumbra en el que se representa a Helena está completamente vacío. Incluso la separación entre el suelo y la pared es borrosa. Ter Borch da a menudo a sus retratos este fondo neutro y vacío. De esta forma nada distrae la atención del retratado.

## Origen
La obra pertenece al Rijksmuseum de Ámsterdam desde 1898.